# Mercy Chebet
Mercy Chebet (* 2. Januar 2002) ist eine kenianische Sprinterin, die sich auf den 400-Meter-Lauf spezialisiert hat.

## Sportliche Laufbahn
Erste internationale Erfahrungen sammelte Mercy Chebet im Jahr 2021, als sie bei den U20-Weltmeisterschaften in Nairobi mit 12,39 s in der ersten Runde im 100-Meter-Lauf ausschied. Bei den World Athletics Relays 2024 in Nassau wurde sie in 3:18,76 min Fünfte im B-Lauf der 2. Qualifikationsrunde in der Mixed-Staffel für die Olympischen Spiele in Paris und verpasste somit eine Direktqualifikation. Anschließend erreichte sie bei den Afrikameisterschaften in Douala das Halbfinale über 400 Meter, ging dort aber nicht mehr an den Start und belegte mit der Mixed-Staffel in 3:16,59 min den vierten Platz. Zudem gewann sie mit der Frauenstaffel über 4-mal 400 Meter in 3:32,65 min gemeinsam mit Joan Cherono, Veronica Mutua und Esther Mbagari die Bronzemedaille hinter den Teams aus Nigeria und Sambia. Im August verpasste sie bei den Olympischen Sommerspielen in Paris mit 3:13,13 min den Finaleinzug in der Mixed-Staffel.
2024 wurde Chebet kenianische Meisterin im 400-Meter-Lauf.

## Persönliche Bestzeiten
- 100 Meter: 12,01 s (+1,3 m/s), 4. März 2022 in Nairobi
- 200 Meter: 24,27 s (+1,1 m/s), 5. März 2022 in Nairobi
- 400 Meter: 51,71 s, 20. April 2024 in Nairobi